# Il ritorno dello Jedi
Il ritorno dello Jedi (Return of the Jedi) è un film del 1983 diretto da Richard Marquand.
Noto anche coi titoli Guerre stellari: Episodio VI - Il ritorno dello Jedi o Star Wars: Episodio VI - Il ritorno dello Jedi (Star Wars: Episode VI - Return of the Jedi), è il terzo film in ordine di produzione (sesto in ordine cronologico) della saga fantascientifica di Guerre stellari, ideata e scritta da George Lucas. È il terzo e ultimo della trilogia originale (episodi IV, V e VI), alla quale è seguita la trilogia prequel (episodi I, II e III) e la trilogia sequel (episodi VII, VIII e IX). Vede come protagonisti Mark Hamill, Harrison Ford, Carrie Fisher, Billy Dee Williams, Ian McDiarmid, David Prowse, Sebastian Shaw, James Earl Jones, Anthony Daniels, Kenny Baker e Peter Mayhew.
L'Impero Galattico, sotto la direzione dello spietato Imperatore, sta costruendo una seconda Morte Nera per schiacciare l'Alleanza Ribelle una volta per tutte. Dal momento che l'Imperatore ha intenzione di supervisionare personalmente le fasi finali della sua costruzione, i ribelli lanciano un attacco su larga scala alla Morte Nera, al fine di evitare il suo completamento e uccidere l'Imperatore, portando efficacemente fine all'Impero. Nel frattempo, Luke Skywalker, divenuto ormai un Jedi, cerca di riportare suo padre Dart Fener al Lato Chiaro della Forza.
Il film uscì nelle sale il 25 maggio 1983, a sei anni esatti dell'uscita del primo film, ricevendo recensioni per lo più positive. La pellicola ha incassato oltre 572 milioni di dollari in tutto il mondo.
Nel 2021 film è stato scelto per la conservazione nel National Film Registry della Biblioteca del Congresso degli Stati Uniti d'America in quanto «film culturalmente, storicamente ed esteticamente significativo».

## Trama
Circa un anno dopo la cattura di uno dei comandanti dell'Alleanza Ribelle Ian Solo, la principessa Leila Organa, Luke Skywalker (che ha ormai quasi concluso il suo apprendistato come Cavaliere Jedi), Chewbecca, Lando Calrissian, R2-D2 e C-3PO si recano sul pianeta Tatooine per salvare Ian, tenuto prigioniero in una lastra di grafite dal potente e malvagio criminale Jabba the Hutt nel suo palazzo.
I primi a entrare nell'edificio sono C-3PO e R2-D2, che informano Jabba che Luke ha intenzione di venire per contrattare il rilascio di Ian (che il gangster però non intende affatto concedere), e vengono dati in regalo al gangster da Luke, quale "segno di buona volontà". Poco dopo Leila, travestita da cacciatore di taglie sotto il nome Boushh, si reca nel palazzo con la scusa di consegnare Chewbecca a Jabba. Durante la notte, sgancia dalla parete della sala del trono del malvivente il blocco di grafite e libera il suo amato Ian. Jabba sorprende i due amanti, fa imprigionare Ian insieme a Chewbecca e aggiunge Leila al suo harem di schiave.
Il giorno seguente Luke viene a parlamentare con Jabba, che però tenta di darlo in pasto al terrificante rancor che abita nelle grotte sotto al palazzo. Luke riesce, con uno stratagemma, a uccidere il mostro e Jabba, infuriato, fa allora portare nel deserto i prigionieri per farli divorare dal Sarlacc, una creatura delle sabbie che si dice impieghi migliaia di anni per digerire le sue vittime. Luke tuttavia, avendo previsto questa possibilità, ha approntato un piano d'emergenza; R2 infatti custodisce dentro di sé la nuova spada laser dell'aspirante Jedi, mentre il loro amico Lando Calrissian si è infiltrato tra gli scagnozzi di Jabba. Quando sta per essere gettato nel pozzo del Sarlacc, Luke si libera prendendo al volo la spada e insieme a Lando libera Ian e Chewbecca sconfigge gli uomini dell'Hutt. Mentre Luke sale sul galeone a vela di Jabba per salvare Leila, il cacciatore di taglie Boba Fett tenta di fermare i prigionieri, ma Ian, con un colpo casuale (è infatti ancora cieco per via del congelamento nella grafite), colpisce il suo jet pack, facendolo precipitare nelle fauci del Sarlacc. Approfittando della confusione, Leila usa la catena con cui Jabba la lega a sé per strangolarlo a morte, per poi fuggire insieme ai suoi amici prima che il galeone a vela salti in aria.
Mentre i suoi compagni partono alla volta della base delle truppe ribelli, Luke si reca sul pianeta Dagobah per concludere i suoi studi sotto la guida del Maestro Jedi Yoda. Questi però è giunto quasi alla fine della sua esistenza (ha la veneranda età di 900 anni) e poco dopo avere informato Luke di avergli trasmesso tutte le fondamentali conoscenze Jedi, muore. Un Luke addolorato e scoraggiato incontra subito dopo lo spirito del suo primo maestro Obi-Wan Kenobi, il quale gli rivela il segreto sulla famiglia Skywalker cui Yoda accennava: egli non è il solo figlio dello Jedi rinnegato Anakin Skywalker, ovvero il Signore Oscuro dei Sith Dart Fener, ma ha una sorella gemella, che altri non è che Leila. Obi-Wan lo informa anche che non potrà sfuggire a un nuovo duello con il padre e che deve fare attenzione ai suoi sentimenti verso Leila, nobili ma anche sfruttabili dall'Imperatore.
Luke, lasciato Dagobah, partecipa insieme ai suoi compagni a una riunione dell'Alleanza Ribelle, durante la quale la senatrice Mon Mothma e l'ammiraglio Ackbar rivelano di avere scoperto che l'Impero ha iniziato la costruzione di una seconda Morte Nera, ancora più potente della prima che, se completata, assicurerebbe all'esercito imperiale la vittoria sulla Ribellione. Perché la flotta ribelle possa distruggere la stazione occorre però disattivarne lo scudo spaziale di protezione, la cui fonte d'energia si trova sulla luna boscosa di Endor (nel film indicato spesso come "pianeta rifugio").
L'attacco al generatore di energia dello scudo viene condotto da un commando guidato da Ian e comprendente anche Luke e Leila. Appena giunti sulla luna boscosa, che si rivelerà abitata dai pacifici ewok, i soldati ribelli si scontrano con alcune truppe imperiali, che Luke e Leila inseguono a bordo di alcuni speeder rubati. Durante lo scontro Leila cade dal veicolo e viene catturata da un guerriero ewok, che insieme ad alcuni suoi compagni intercetta l'intero commando. Gli ewok tuttavia scambiano C3P0 per una loro divinità e ben presto accettano di collaborare con l'Alleanza Ribelle. Quella sera stessa Luke rivela a Leila di essere suo fratello e che entrambi sono figli di Dart Fener.
Il giorno seguente Luke si consegna a Fener, il quale gli rivela che dentro di sé c'è del pentimento per quello che ha commesso ma, nonostante ciò, il Signore Oscuro dei Sith conduce il figlio a bordo della Morte Nera, per consentire all'Imperatore, suo spietato maestro, di convertire il ragazzo al Lato Oscuro della Forza. Mentre la flotta ribelle guidata dall'ammiraglio Ackbar e da Lando (per l'occasione alla guida del Millennium Falcon, sua ex nave) attacca la Morte Nera e i soldati di Solo assaltano il generatore energetico, facendo scoppiare la battaglia finale su Endor, l'Imperatore tenta di evocare in Luke rabbia sufficiente da portarlo nel Lato Oscuro, rivelandogli che in realtà le armi della Morte Nera sono già operative e che il generatore è protetto da una grossa squadra di truppe scelte. È stato infatti lo stesso Imperatore a permettere che la Ribellione scoprisse le informazioni sulla nuova Morte Nera, in modo che l'attacco dei ribelli si trasformasse in una trappola letale per questi ultimi. La battaglia difatti inizia molto presto a volgere al peggio per l'Alleanza, duramente attaccata nello spazio e in inferiorità numerica sulla luna boscosa. L'Imperatore riesce a indurre Luke ad assalirlo con la spada laser, facendogli ingaggiare un duello mortale con Fener. Luke tiene testa al padre, riuscendo a scalciarlo dalla scalinata del trono dell'Imperatore. Luke dice di non volere combattere ma Fener lo attacca comunque. Il ragazzo salta su una passerella ribadendo di avvertire il bene che è in suo padre ma Fener lo avverte di non sottovalutare il potere del lato oscuro della forza e lancia la spada, dividendo in due la passerella. Luke si nasconde sotto la piattaforma del trono. Fener, mentre lo cerca, legge nella mente del figlio e, dopo avere scoperto che Leila è sua figlia, medita di convertirla al Lato Oscuro, qualora Luke non decidesse di unirsi ai Sith. Furioso, Luke aggredisce il padre, costringendolo a indietreggiare fino alla passerella che porta all'ascensore. I colpi di spada di Luke mettono in difficoltà Fener, che infine si accascia sul corrimano della passerella. Luke alla fine ha la meglio e riesce a mozzargli la mano destra. Allora l'imperatore incita Luke a uccidere Fener e a prendere il suo posto. Prima di dargli il colpo di grazia Luke vede le braccia robotiche di suo padre e riprende il controllo di sé e smette di combattere, proprio mentre i soldati ribelli, aiutati dagli ewok, distruggono il generatore lasciando la Morte Nera parzialmente indifesa.
Luke dichiara di non volere cedere alle lusinghe del Lato Oscuro, frustrando i piani dell'Imperatore che decide quindi di ucciderlo colpendolo con i fulmini di Forza. L'agonia di Luke, però, non lascia indifferente Dart Fener il quale, vedendo il figlio soffrire, prova grande dispiacere per ciò che è stato e, con un ultimo sforzo, riesce a salvare Luke uccidendo l'Imperatore gettandolo nel pozzo del reattore principale. Anakin Skywalker, ormai ritornato al Lato Chiaro, è stato mortalmente ferito, avendo subito le scariche destinate al figlio che hanno danneggiato il supporto vitale inserito nella sua armatura. Luke vuole fuggire con il padre, ma Fener/Anakin Skywalker, ormai allo stremo e impossibilitato a muoversi, chiede al figlio di togliergli la maschera per poterlo vedere un'ultima volta con i suoi veri occhi, morendo poco dopo tra le sue braccia, mentre la stazione orbitante è sotto l'attacco di Lando e del capitano Wedge Antilles. Lando e Antilles riescono nel loro intento, distruggendo il reattore principale della stazione e riuscendo a fuggire in tempo dalla struttura. La seconda Morte Nera esplode nel cielo illuminandolo per qualche minuto. Anche Luke, fuggito con un'astronave imperiale pochi attimi prima dell'esplosione, si ricongiunge con i suoi compagni, poco dopo che Leila ha rivelato a Ian di essere la sorella dello Jedi.
Mentre le truppe ribelli festeggiano la loro definitiva vittoria sull'Impero a Endor, come nel resto della galassia, Luke brucia il corpo di Anakin, che si trasforma in un Fantasma di Forza e si riunisce con gli spiriti di Obi-Wan Kenobi e di Yoda nella scena finale.

## Cast
- Mark Hamill interpreta Luke Skywalker: è uno degli ultimi Jedi viventi, addestrato da Obi-Wan e Yoda, e anche un abile pilota di X-wing dell'Alleanza ribelle.
- Harrison Ford interpreta Ian Solo: è una canaglia e un contrabbandiere, di grande aiuto nella ribellione contro l'Impero. Grande amico di Luke, nutre un interesse amoroso per Leila.
- Carrie Fisher interpreta Leila Organa: è l'ex principessa del pianeta distrutto Alderaan, che si unisce alla Ribellione; sorella gemella di Luke, prova un sentimento amoroso per Ian.
- Billy Dee Williams interpreta Lando Calrissian: è l'ex amministratore di Città delle nuvole, amico di Ian che aiuta la Ribellione.
- Anthony Daniels interpreta D-3BO: è un droide protocollare umanoide, dalla parte della Ribellione.
- Peter Mayhew interpreta Chewbecca: è un Wookiee amico di lunga data di Ian, che prende parte alla Ribellione.
- Kenny Baker interpreta C1-P8: è un droide astromeccanico, grande amico di Luke e compagno inseparabile di D-3BO.
- Ian McDiarmid interpreta l'Imperatore: è il malvagio capo supremo dell'Impero Galattico, e Maestro Sith di Fener. Vennero presi in considerazione anche Alan Webb, che rifiutò la parte a causa di una malattia, Lindsay Anderson, Ben Kingsley e David Suchet.
- Frank Oz interpreta Yoda: è il vecchio e saggio Gran Maestro Jedi di Luke, che si è auto-esiliato sul sistema di Dagobah. Dopo la morte riappare a Luke come fantasma di forza. Il pupazzo di Yoda è stato assistito da Mike Quinn.
- David Prowse interpreta Dart Fener/Anakin Skywalker: è un potente Signore Oscuro dei Sith e il secondo in comando nell'Impero Galattico; è anche il padre di Luke e Leila. James Earl Jones è colui che dà la voce al personaggio quando indossa l'armatura.
- Sebastian Shaw interpreta Anakin Skywalker senza maschera: al fine di salvare la vita di suo figlio il redento Fener uccide l'Imperatore ma subisce danni irrimediabili all'armatura. Prima di morire chiede a Luke di toglierli la maschera, così da vedere per un'ultima volta suo figlio con i suoi veri occhi. Nella versione originale e nell'edizione speciale del 1997 Shaw appariva anche come Anakin Fantasma di Forza. Originariamente Lucas avrebbe voluto attori del calibro di Laurence Olivier e John Gielgud ma era preoccupato che un attore noto avrebbe distratto gli spettatori.
- Hayden Christensen interpreta Anakin Skywalker Fantasma di Forza: nella riedizione della trilogia originale di Guerre stellari rilasciata dopo la trilogia prequel, Lucas fece delle revisioni. Una di quelle più importanti riguarda la scena finale con i Fantasmi di Forza di Anakin, Obi-Wan e Yoda che si vedono felicemente insieme. Christensen, che ha interpretato il giovane Anakin in Episodio II e in Episodio III, sostituisce il fantasma del padre di Luke interpretato, nelle versioni precedenti, da Sebastian Shaw.[8] Questo cambiamento è stato tra i più controversi.[9][10] Lucas ha scelto di inserire Christensen per mostrare Anakin com'era prima di passare al Lato Oscuro.[11] D'altro canto Christensen ha insistito sul fatto che questo era stato fatto a sua insaputa[12].
- Alec Guinness interpreta Obi-Wan Kenobi: è il defunto Maestro Jedi e mentore di Luke, che continua a istruire dopo la morte, sotto forma di Fantasma di Forza.

Denis Lawson riprende il ruolo di Wedge Antilles dopo il film Guerre stellari, Kenneth Colley e Jeremy Bulloch riprendono i loro ruoli come l'ammiraglio Firmus Piett e Boba Fett da L'Impero colpisce ancora. Michael Pennington veste i panni del Moff Jerjerrod, il comandante della seconda Morte Nera, una parte per la quale Alan Rickman si presentò alle audizioni ma fu scartato. Warwick Davis appare come Wicket W. Warrick, un ewok che insieme agli altri della sua tribù, aiuta Leila e i ribelli. Baker avrebbe dovuto interpretare anche Wicket, ma è stato sostituito da Davis dopo essersi ammalato con un'intossicazione alimentare la mattina delle riprese. Davis non aveva alcuna precedente esperienza di recitazione ed è stato scelto solo dopo che la nonna aveva scoperto un invito per persone affette da nanismo per il nuovo film di Guerre stellari. Caroline Blakiston interpreta Mon Mothma, co-fondatrice e leader dell'Alleanza Ribelle. Michael Carter ha interpretato l'aiutante di Jabba, Bib Fortuna (doppiato da Erik Bauersfeld), mentre Femi Taylor e Claire Davenport hanno interpretato le ballerine al palazzo di Jabba.
Per ritrarre le numerose specie aliene presenti nel film sono stati impiegati una moltitudine di burattinai, doppiatori, e stunt. Ackbar è stato interpretato dal burattinaio Timothy M. Rose, con voce di Erik Bauersfeld. Nien Nunb è stato interpretato da Richard Bonehill in costume per le immagini a corpo intero, mentre in altre occasioni era un burattino guidato da Mike Quinn con la voce di Kipsang Rotich. Rose ha anche manovrato Salacious Crumb, la cui voce è stata fornita da Mark Dodson. Quinn ha anche interpretato Ree-yees e Wol Cabbashite. Sy Snootles era una marionetta gestita da Rose e Quinn, mentre è stata doppiata da Annie Arbogast. Altri interpreti sono Simon J. Williamson che è Max Rebo, una guardia gamorreana e un mon calamari; Deep Roy è Droopy McCool; Ailsa Berk come Amanaman; Paul Springer è Ree-Yees, una guardia gamorreana e un mon calamari; Hugh Spight è un gamorreano, Elom e un mon calamari; Richard Robinson è uno yuzzum; Gerald Home interpreta Tessek e l'ufficiale mon calamari; Phil Herbert è Hermi Odle; Phil Tippett è il rancor con Michael McCormick.
Jabba the Hutt è stato manovrato da Toby Philpott, David Barclay e Mike Edmonds (che interpreta anche l'ewok Logray) per la coda. Larry Ward l'ha doppiato in lingua huttese con Mike Quinn, che controlla anche gli occhi.

## Produzione

### Sviluppo

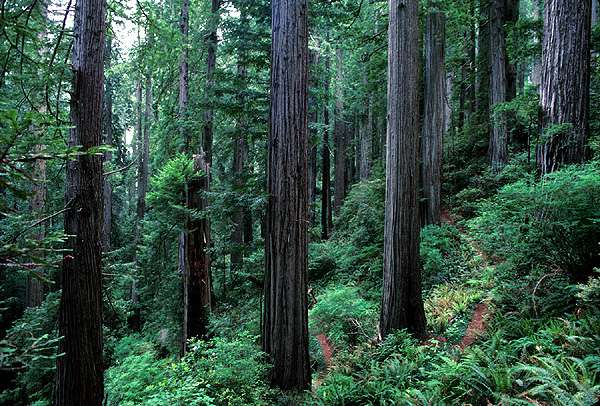
Il Redwood National Park, location utilizzata per le scene ambientate sulla luna boscosa di Endor in Il ritorno dello Jedi.

Il budget del terzo film è stato di circa 32,5 milioni di dollari, il più elevato della trilogia originale.
All'inizio il film doveva intitolarsi Revenge of the Jedi (La vendetta dello Jedi) e già alcuni teaser trailer e teaser poster erano stati distribuiti con questo titolo. Poche settimane prima dell'uscita, Lucas cambiò il titolo sostenendo che la parola "Vendetta" era inappropriata, poiché un Jedi non si vendica mai. Il termine venne poi riutilizzato per il titolo dell'Episodio III.
Come fatto in occasione del precedente film Lucas finanziò personalmente Il ritorno dello Jedi. Inizialmente Lucas contattò David Lynch con in mente l'idea di affidargli la regia del film, ma Lynch declinò l'offerta per dirigere Dune. La regia venne offerta anche a David Cronenberg, ma il regista era già impegnato nelle riprese dei suoi Videodrome e La zona morta. Alla fine Lucas scelse Richard Marquand. Lucas avrebbe diretto personalmente alcune scene della seconda unità di regia in modo da rispettare la tabella di marcia e non sforare troppo con il budget. Inoltre, Lucas stesso ammise di essersi recato frequentemente sul set principale in modo da assistere Marquand il quale aveva poca dimestichezza con gli effetti speciali. Lucas lodò Marquand, che morì dopo soli quattro anni dall'uscita del film, definendolo "una persona molto gentile che lavorava bene con gli attori". Marquand scherzò sul fatto di avere quasi sempre Lucas sul set, dicendo: «È quasi come cercare di dirigere Re Lear – con Shakespeare nella stanza a fianco!»

### Sceneggiatura
La sceneggiatura fu scritta da Lawrence Kasdan e Lucas (con contributi non accreditati da parte di David Peoples e Marquand), basandosi sul canovaccio di base sviluppato da Lucas. Kasdan afferma di essere stato lui a dire a Lucas che Il ritorno dello Jedi era un "titolo debole", e quindi a fargli prendere in considerazione l'idea (poi comunque scartata all'ultimo) di chiamarlo La vendetta dello Jedi. La sceneggiatura non venne terminata fin quasi all'inizio delle riprese, cosa inusuale per un kolossal del genere. Materia di dibattito era il fatto di fare tornare o meno il personaggio interpretato da Harrison Ford, in quanto non c'era la certezza che l'attore avrebbe firmato il contratto per un terzo film della saga di Star Wars. A differenza degli altri protagonisti dei primi due capitoli Ford era diventato una stella di prima grandezza grazie al successo di pellicole come I predatori dell'arca perduta e Blade Runner. L'attore suggerì di fare morire il personaggio di Ian Solo all'inizio del film, ma Lucas si dichiarò fermamente contrario all'idea.
Yoda non doveva apparire nella prima stesura del copione del film, ma Marquand credeva fosse molto importante che Luke tornasse a Dagobah per risolvere le domande lasciate in sospeso nel precedente film. Ciò portò Lucas a inserire la scena nella quale Yoda conferma a Luke che Dart Fener è suo padre. Molte idee della sceneggiatura originale furono lasciate fuori dalla stesura definitiva. Per esempio gli ewok sarebbero dovuti essere dei Wookiee, Lando Calrissian doveva rimanere ucciso sul Millennium Falcon durante l'attacco alla seconda Morte Nera, e Obi-Wan Kenobi tornare in vita nella sua forma carnale grazie al potere della Forza.
Ai tempi della sceneggiatura Mark Hamill era convinto che ad un certo punto Luke, essendo in questa pellicola vestito sempre di nero, dovesse passare al Lato Oscuro. Tuttavia, come spiegò Lucas, quando Luke si confronta con l'Imperatore Palpatine e rifiuta il lato oscuro, la sua giacca cade rivelando che era sempre bianca sotto, mostrando la sua fedeltà alla luce.

### Riprese
Le riprese di Il ritorno dello Jedi iniziarono l'11 gennaio 1982 e terminarono il 20 maggio 1982. Le riprese esterne si svolsero per la maggior parte in California, mentre gli interni vennero girati negli Elstree Studios in Inghilterra. Per tenere il tutto nella più assoluta segretezza alla lavorazione del film, venne dato il titolo fasullo Blue Harvest con sottotitolo "Horror Beyond Imagination". L'espediente venne messo in atto per celare a stampa e fan cosa stessero effettivamente girando, in modo da non fare trapelare notizie dal set.
La prima parte di riprese fu un periodo di 78 giorni trascorso agli Elstree Studios in Inghilterra, occupando tutti e nove gli studi disponibili. Le riprese iniziarono con una scena, poi eliminata dalla versione finale del film, dove i protagonisti si ritrovano nel mezzo di una tempesta di sabbia su Tatooine mentre fanno ritorno al Millennium Falcon dopo essere sfuggiti alle fauci del sarlacc. Mentre si cercava di filmare la scena dove Luke Skywalker cerca di sfuggire dalle grinfie del mostruoso rancor, Lucas insistette per provare a realizzare la scena nello stile dei vecchi film di Godzilla della Toho ricorrendo all'uso di uno stuntman in costume. La produzione fece diversi tentativi, ma alla fine non si riuscì a ottenere un risultato credibile. Lucas decise allora di utilizzare un modello del rancor manovrato da un tecnico e di riprenderlo a velocità doppia in modo da eludere l'effetto "pupazzo".
In aprile, la troupe si trasferì nel deserto di Yuma in Arizona per un periodo di due settimane per girare gli esterni di Tatooine. Poi la produzione si trasferì nella foresta di redwood nel nord della California vicino a Crescent City, dove due settimane furono occupate per riprendere gli esterni della foresta di Endor, prima di spostarsi a San Rafael negli studi della ILM per circa dieci giorni di riprese in bluescreen. Per le scene delle corse ad alta velocità delle speeder-bike fu impiegata una Steadicam speciale dalla seconda unità di regia. L'inventore di tale congegno, Garrett Brown, si occupò personalmente delle riprese camminando nella foresta e filmando a meno di un fotogramma al secondo. Camminando a velocità costante di circa 8 km/h e proiettando poi le immagini a 24 fotogrammi al secondo, fu possibile dare l'impressione che la velocità di spostamento fosse di 190 km/h.

### Trucco
Nel film, il malvagio criminale Jabba the Hutt è un'immensa, sedentaria creatura simile a una lumaca, disegnata dal reparto creature della Industrial Light & Magic di Lucas. Il consulente di design Ralph McQuarrie dichiarò: «Nei miei disegni Jabba era enorme, agile, una sorta di figura simile a una scimmia. Ma poi il design andò verso un'altra direzione e Jabba divenne una creatura più simile a un verme.» Secondo il documentario del 1985 From Star Wars to Jedi, Lucas respinse i bozzetti iniziali del personaggio; in uno Jabba sembrava troppo umano, quasi come Fu Manchu, mentre in un altro troppo simile a una lumaca. Alla fine, Lucas scelse un design che era un ibrido fra i due, traendo ulteriore ispirazione da un disegno di O'Galop che era una prima rappresentazione dell'omino Michelin. Il costumista di Il ritorno dello Jedi Nilo Rodis-Jamero commentò:
Disegnato dall'artista degli effetti visivi Joe Johnston e dal supervisore del design delle creature Phil Tippett, Jabba the Hutt era ispirato all'anatomia di diverse specie animali: la struttura del suo corpo e i processi riproduttivi sono basati sugli anellidi, animali ermafroditi privi di peli e di scheletro; la testa fu modellata basandosi su quella di un serpente, completa di occhi a patata con le pupille a fessura e una bocca larga abbastanza da ingoiare una grossa preda; la sua pelle venne resa umida, una caratteristica tipica degli anfibi. Il design di Jabba rimase lo stesso per quasi tutti i membri della specie Hutt nelle successive storie di Guerre stellari.
Ne Il ritorno dello Jedi Jabba è interpretato da un pupazzo in lattice, argilla e polistirolo di oltre cinque metri per quasi una tonnellata di peso, rendendolo uno dei più grandi mai usati nella storia del cinema.. Il suo assemblaggio richiese al truccatore Stuart Freeborn e alla sua troupe quasi sei mesi di tempo e mezzo milione di dollari, considerato che il pupazzo era così grosso che il forno agli Elstree Studios non riusciva a contenerlo e si dovette adibire una sala supplementare per colare e formare lo stampo. Il pupazzo, cavo al suo interno, era azionato da tre burattinai, David Alan Barclay, Toby Philpott e Mike Edmonds, che facevano parte del gruppo che creava e manovrava i Muppet. Barclay muoveva il braccio destro e la bocca e leggeva i dialoghi in inglese del personaggio, mentre Philpott controllava il braccio sinistro, la testa e la lingua; il nano Edmonds, invece, era responsabile dei movimenti della coda di Jabba. Gli occhi e le espressioni facciali erano infine manovrati dall'esterno tramite radiocomando.
Lucas espresse disappunto per l'aspetto e l'immobilità del pupazzo, lamentandosi che esso doveva essere spostato in giro per il set per filmare diverse scene. Nel commento all'edizione speciale in DVD di Il ritorno dello Jedi, Lucas fa notare che se la tecnologia fosse stata disponibile nel 1983, Jabba the Hutt sarebbe stato fin da subito un personaggio in CGI simile a quello che appare nella scena dell'edizione speciale di Una nuova speranza. Secondo lo storico cinematografico Laurent Bouzereau la morte di Jabba the Hutt è stata suggerita dallo sceneggiatore Lawrence Kasdan, e Lucas decise quindi che sarebbe stata Leila a strangolarlo con le proprie catene, ispirandosi a una scena di Il padrino dove un personaggio obeso chiamato Luca Brasi viene garrotato da un assassino.
Jabba the Hutt parla solo huttese nel film, ma le sue battute sono sottotitolate in inglese. La sua voce e i dialoghi in huttese sono interpretati dall'attore Larry Ward. La sua voce fu resa più pesante ed espansa abbassandola di un'ottava e facendola passare attraverso un generatore sub-armonico. Fu registrata una traccia audio per accompagnare il movimento delle braccia e della bocca, e gli effetti sonori furono creati passando una mano in un piatto di formaggio e raschiando con uno straccio sporco di fango l'interno di un bidone della spazzatura.
Il tema musicale di Jabba, composto da John Williams, è suonato da una tuba. La redazione di Filmtracks.com ha commentato a tal proposito: "Fra le nuove idee tematiche c'è il bel brano di tuba di Jabba the Hutt (suonato lungo le linee politicamente scorrette della tuba, che rappresenta l'obesità)". Successivamente Williams trasformò il tema in un pezzo sinfonico eseguito dalla Boston Pops Orchestra, con un assolo di tuba di Chester Schmitz. Il ruolo del brano nel cinema e nella cultura popolare è diventato oggetto di studi di musicologi, come Gerald Sloan che afferma che il pezzo di Williams "amalgama il mostruoso e il lirico".

## Distribuzione

### Nomi della pellicola in Inglese
Il film, per ragioni alquanto svariate, ha cambiato nome varie volte nella patria statunitense e negli altri Paesi anglofoni.
Ecco l'elenco di tali titoli:
- Blue Harvest: Horror Beyond Imagination: nome in codice utilizzato durante la produzione, evidentemente derivato dal titolo del libro Raccolto rosso, poi riciclato per un romanzo della saga. Il titolo "Blue Harvest" è anche quello di una parodia della serie TV I Griffin.
- Revenge of the Jedi: titolo originale, cancellato all'ultimo momento e poi riadattato e riutilizzato per Star Wars: Episodio III - La vendetta dei Sith
- Star Wars: Revenge of the Jedi: utilizzato su alcune delle prime locandine.
- Return of the Jedi
- Star Wars: Return of the Jedi: utilizzato nelle locandine pubblicitarie prima, poi a seguito dell'acquisizione del franchise da parte della The Walt Disney Company, per accordarlo alla convenzione usata per la trilogia sequel.
- Star Wars: Episode VI - Return of the Jedi: utilizzato nell'opening crawl.
- Star Wars VI: Return of the Jedi: utilizzato sulle copertine dei DVD e dei Blu-ray disc.

### Nomi della pellicola in Italia
Il film è stato intitolato Star Wars VI - Return of the Jedi già nel 1983, ma venne presentato semplicemente come Return of the Jedi (anche se i poster mostravano il logo Star Wars: Return of the Jedi). La stessa cosa avvenne per la distribuzione italiana.
Ecco l'elenco di titoli con cui il film è conosciuto in Italia:
- Il ritorno dello Jedi
- Guerre stellari: Il ritorno dello Jedi: presente come logo del film nelle locandine pubblicitarie (tranne che in quelli della riedizione del 1997).
- Guerre stellari: VI Episodio - Il ritorno dello Jedi: usato nell'opening crawl, in accordanza alla versione originale.
- Star Wars: Episodio VI - Il ritorno dello Jedi: modifica del precedente, presente nei titoli d'apertura delle riedizioni in DVD del 2004.
- Star Wars VI: Il ritorno dello Jedi: variante presente nelle copertine delle riedizioni in DVD e Blu-ray disc.
- Star Wars: Il ritorno dello Jedi: usato a scopi pubblicitari a seguito dell'acquisizione del franchise da parte della The Walt Disney Company, per accordarlo alla convenzione usata per la trilogia sequel.

Come è particolarmente notevole nel titolo di questo film, durante l'intera trilogia vengono comunemente usati gli articoli lo e gli davanti a Jedi; è invece corretto dire il Jedi e i Jedi, in quanto la lettera J è pronunciata come un'affricata postalveolare sonora (G di gelato) e non come un'approssimante palatale (I di ieri). Nelle traduzioni delle successive trilogie è stata infatti adottata la forma corretta.

### Edizione italiana
L'edizione italiana del film è a cura di Roberto De Leonardis per conto della Royfilm. Il doppiaggio, diretto da Mario Maldesi, fu eseguito dalla N.I.S. con la partecipazione della C.V.D.
Nella riedizione del 1997, il cui doppiaggio fu eseguito dalla Art Collage e curato da Tonino Accolla, la scena in cui Luke (in ologramma) si presenta a Jabba the Hutt è stata ridoppiata da Francesco Prando; Prando ridoppiò anche alcune brevi sequenze di Luke su Endor. Sempre in questa edizione, alcune brevi scene di Ian durante il combattimento su Endor, sono state ridoppiate da Angelo Maggi.

### Edizioni home video

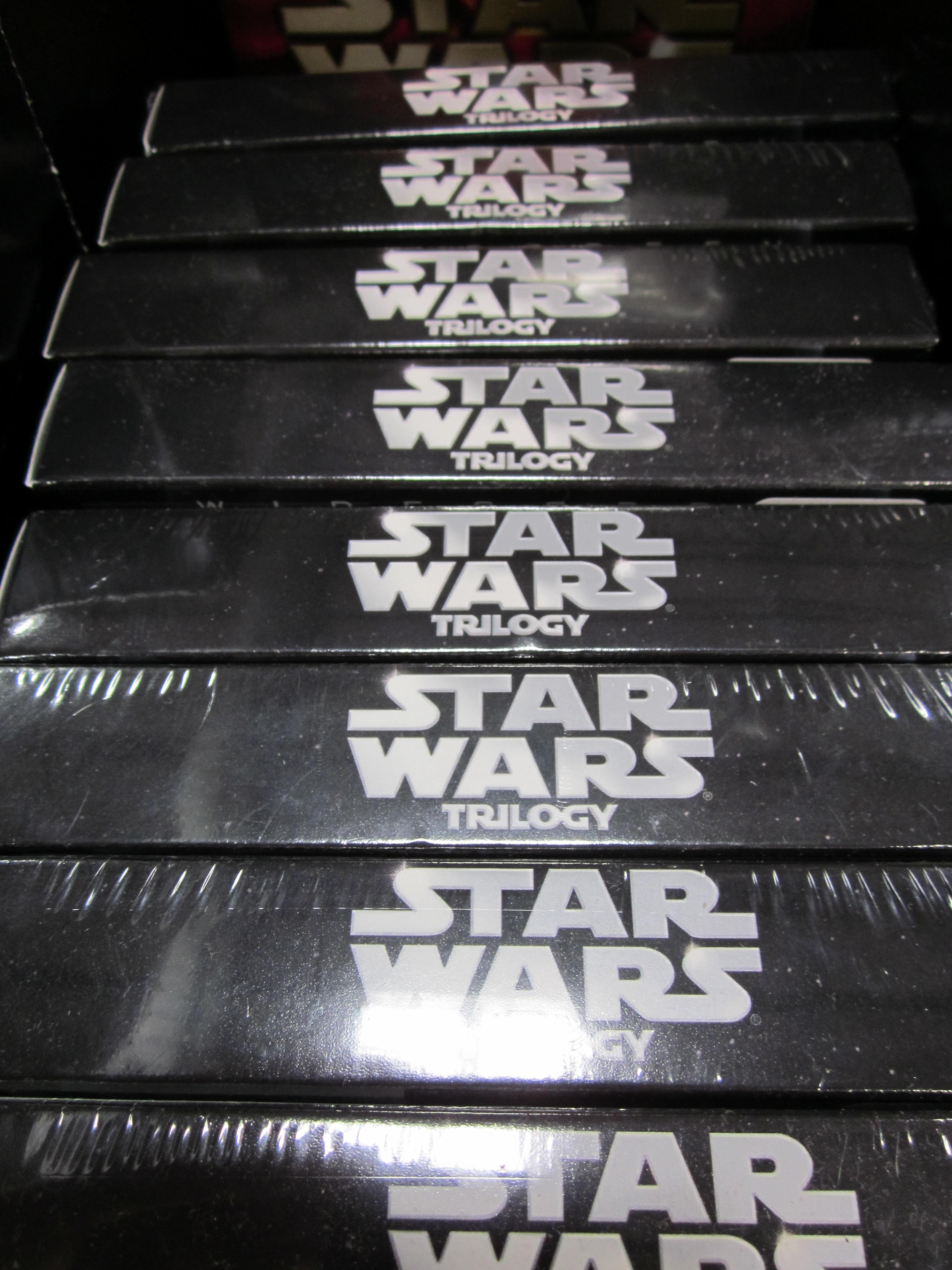
I cofanetti DVD della trilogia nella versione del 2008

Il film uscì per la prima volta in home video italiano nel maggio 1987, su distribuzione CBS/Fox - Panarecord.
Quest'edizione contiene il film da copia cinematografica italiana: il missaggio audio, in Hi-Fi stereo, è quello originale cinematografico e i titoli sono localizzati in italiano. Il formato è conformato, per tutta la durata, a 1.33:1, tagliando gran parte dell'immagine, originariamente 2.35:1.

#### Blu-ray Disc
Il 13 settembre 2011 il film è uscito in Blu-ray disc compreso nel cofanetto completo dell'esalogia o nell'edizione separata della trilogia originale. Come accaduto nella edizione in VHS del 1997 e in DVD del 2004 pure quest'ultima rimasterizzazione del film in alta definizione ha visto subire alcune notevoli modifiche in determinate scene, tra cui l'aggiunta dell'urlo «No!» (identico a quello sentito in Star Wars: Episodio III - La vendetta dei Sith) da parte di Dart Fener nella scena dove egli getta l'Imperatore negli abissi della seconda Morte Nera.

## Accoglienza

### Incassi
Il film, come i precedenti due, fu un successo e incassò 572.705.079 dollari a livello internazionale. Negli Stati Uniti d'America incassò 309 306 177 dollari.

### Critica
La pellicola, nonostante il successo, non entusiasmò i critici tanto quanto i primi due episodi, nello specifico le maggiori perplessità, nonostante sequenze notevolmente riuscite come quella del sarlacc, delle speeder-bike su Endor, della battaglia spaziale tra i ribelli e la flotta imperiale e il duello finale tra Luke Skywalker e Dart Fener, si diressero nei confronti della battaglia terrestre tra gli ewok e gli stormtrooper imperiali nella foresta. Molti fan espressero il loro disappunto per la poca credibilità verso il fatto che gli ewok (una razza di piccole creature estremamente primitiva armata solo di frecce e pietre) sconfiggessero le truppe imperiali armate di tutto punto. Lucas difese il suo punto di vista sullo scenario dipinto, dicendo come l'intento degli ewok fosse solo quello di distrarre le forze imperiali, e che non sconfissero veramente i soldati dell'Imperatore, ma li rallentarono quanto bastava per permettere ai ribelli di fare saltare lo scudo deflettore della seconda Morte Nera. L'ispirazione per la vittoria degli ewok arrivò a Lucas dalla guerra del Vietnam, dove gli indigeni Vietcong riuscirono a prevalere contro i tecnologicamente superiori Stati Uniti d'America.
Sul sito aggregatore di recensioni Rotten Tomatoes il film detiene un 83% di gradimento basato su 103 recensioni professionali, con un voto medio di 7,30 su 10 ed il consenso critico: "Pur non riuscendo a raggiungere le vette cinematografiche dei suoi predecessori, Il ritorno dello Jedi rimane una divertente avventura fantascientifica e una degna conclusione della trilogia classica." Su Metacritic la pellicola ottiene un punteggio medio di 58 su 100, basato su 24 recensioni e indicando "recensioni miste o medie".
Nel 2008 Il ritorno dello Jedi risulta al 91º posto nella classifica dei cinquecento più grandi film di tutti i tempi pubblicata da Empire.

## Riconoscimenti
- 1984 - Premio Oscar
  - Special Achievement Award per gli effetti speciali a Richard Edlund, Dennis Muren, Ken Ralston e Phil Tippett
  - Candidatura Migliore scenografia a Norman Reynolds, Fred Hole, James L. Schoppe e Michael Ford
  - Candidatura Miglior sonoro a Ben Burtt, Gary Summers, Randy Thom e Tony Dawe
  - Candidatura Miglior montaggio sonoro a Ben Burtt
  - Candidatura Miglior colonna sonora a John Williams
- 1984 - British Academy Film Award
  - Migliori effetti speciali a Richard Edlund, Dennis Muren, Ken Ralston e Phil Tippett
  - Candidatura Migliore scenografia a Norman Reynolds, Fred Hole, James L. Schoppe e Michael Ford
  - Candidatura Miglior trucco a Phil Tippett e Stuart Freeborn
  - Candidatura Miglior sonoro a Ben Burtt, Gary Summers, Randy Thom e Tony Dawe
- 1984 - Saturn Award
  - Miglior film di fantascienza
  - Miglior attore protagonista a Mark Hamill
  - Migliori costumi a Aggie Guerard Rodgers e Nilo Rodis-Jamero
  - Miglior trucco a Phil Tippett e Stuart Freeborn
  - Migliori effetti speciali a Richard Edlund, Dennis Muren, Ken Ralston e Phil Tippett
  - Candidatura Miglior attrice protagonista a Carrie Fisher
  - Candidatura Miglior attore non protagonista a Billy Dee Williams
  - Candidatura Migliore regia a Richard Marquand
  - Candidatura Migliore sceneggiatura a Lawrence Kasdan e George Lucas
  - Candidatura Miglior colonna sonora a John Williams
- 1984 - Hugo Award
  - Migliore rappresentazione drammatica

## Versioni alternative
Il ritorno dello Jedi venne ridistribuito nei cinema il 14 marzo 1997 con l'aggiunta di varie modifiche. Sono usciti tre diversi finali di questo episodio. La seconda versione infatti, pubblicata nel 1997 mostra scene di festeggiamenti in pianeti diversi, mai visti prima, e inoltre la colonna sonora finale (Victory Celebration) è diversa dalla versione originale del 1983 (la ewoke Celebration: Yub Nub). Nella versione in DVD distribuita in commercio nel 2004, nel finale del film il fantasma di Anakin Skywalker non appare in versione adulta ma in versione giovanile (com'era poco prima della combustione del suo corpo) sostituendo Sebastian Shaw, che ha interpretato Anakin alla fine della vecchia trilogia, con Hayden Christensen, che interpreta Anakin negli episodi II e III nella nuova trilogia. Inoltre, nonostante si mantenga la stessa colonna sonora del 1997, sono state aggiunte altre scene di festeggiamenti anche sui pianeti che nel frattempo sono apparsi negli episodi I, II, III: Bespin, Tatooine, Naboo, Coruscant. Sono poi stati aggiunti tentacoli supplementari e l'aspetto da pianta carnivora alla fossa del sarlacc. Infine, nella scena della danza ambientata nel palazzo di Jabba, la canzone che appariva nella sequenza originale, Lapti Nek, è stata sostituita con Jedi Rocks, brano interpretato da figure in CGI.

## Sequel
Il 30 ottobre 2012, con l'annuncio dell'acquisizione della LucasFilm da parte della Disney, venne annunciata ufficialmente la produzione di un sequel di Il ritorno dello Jedi, il primo di una nuova trilogia. Star Wars - Il risveglio della Forza, uscito il 18 dicembre 2015, è ambientato circa trent'anni dopo gli eventi del sesto episodio ed è stato diretto da J. J. Abrams e co-sceneggiato insieme a Lawrence Kasdan.

## Altri media
Da questo film della saga in particolare vennero tratti con licenza ufficiale i videogiochi:
- Return of the Jedi: Death Star Battle (1983) per computer e console Atari e ZX Spectrum
- Return of the Jedi (1984) per sala giochi e molti home computer
- Super Star Wars: Return of the Jedi (1994) per Super Nintendo, Game Gear, Game Boy